# 蝶䲁
蝶䲁（學名：Blennius ocellaris），為輻鰭魚綱鳚形目䲁科䲁屬的一種，分布於東大西洋地中海到西班牙、葡萄牙和法國海岸，再到英吉利海峽和愛爾蘭海海域，深度10至400公尺，本魚身體前部很深，向尾柄處迅速變細，背鰭硬棘11-12枚，背鰭軟條14-16枚，臀鰭硬棘2枚，臀鰭軟條15-16枚，鼻孔、眼睛上方和頸背靠近第一背鰭條處有觸手，側線不連續，背鰭前部比鰭的其餘部分高得多，臀鰭也很長，佔身體長度的一半，腹鰭位置較前，一分為二，體側呈現斑駁的棕灰色，有五到七條深色垂直條紋。背鰭第六和第七鰭條上有一個大的藍黑色眼斑，周圍有一圈白色環，體長可達20公分，成魚棲息在岩石底質海域，白天通常躲在洞穴，一旦遇危險時以倒游方式躲入小洞穴中，僅露出頭部注視敵人，具領域性，夜間覓食，以小型無脊椎動物為食，幼魚為浮游性，出現在沿海，雌魚產附著性卵，雄漁會守護卵。